# 사사키 가즈히로
사사키 가즈히로(일본어: 佐々木 主浩, 1968년 2월 22일 ~ )는 일본의 전 프로 야구 선수이자 야구 해설가·평론가이다. 미야기현 이즈미시(현: 센다이시 이즈미구) 출신이며 현역 시절 포지션은 투수였다.
일본과 미국에서 마무리 투수로서 활약하여 일본인 선수로서 최다 기록이 되는 메이저 리그 통산 129세이브, 일본 프로 야구 시절의 통산 기록에서 역대 3위가 되는 252세이브를 기록하는 등 미일 통산 381세이브(일본인 사상 최초의 통산 300세이브)를 기록해 마무리 투수로서의 한 시대를 쌓아 올렸다. 또, 일본 프로 야구 시즌과 통산 최다 세이브 포인트 기록 보유자(현재는 세이브 포인트 제도가 없어졌기 때문에 구 공식 기록), 일본 프로 야구 명구회가 창설된 이래 처음으로 세이브수에 의한 입회자로도 알려져 있다.
일본에서는 ‘(하마의)대마신’((ハマの)大魔神), 메이저 리그에서도 ‘DAIMAJIN’이라는 별명이 불릴 정도로 유명하다.

## 인물

### 프로 입단 전
미야기현 센다이시에서 태어나 초등학교 2학년 때 이즈미시(현: 센다이시 이즈미구)로 전학갔다. 초등학교 4학년 때에 미야기현 소년 야구팀 ‘쇼겐 어텍스’에서 야구를 시작했다. 4번 타자 겸 투수를 맡아 구김살 없이 야구를 통해서 야구의 즐거움을 체감하였다. 이즈미 시립 쇼겐 중학교에서는 야구부에 소속돼 에이스 투수가 있었기 때문에 주로 야수로서 경기에 출전했다. 다케다 도시아키 감독의 스카웃이 계기가 되어 반대하는 주위 사람들을 설득한 끝에 도호쿠 고등학교에 진학할 수 있었다.
도호쿠 고등학교에서는 2학년 여름부터 에이스로서 3시즌 연속 고시엔 대회에 출전했고 3학년 춘계와 하계 대회에는 8강에 진출했다. 도호쿠 고등학교의 동기이자 팀 동료로 예전에 한신 타이거스에서 활약했던 가사이 미노루가 있다(사사키는 가사이를 ‘미-쿤’(みーくん)이라고 불렀다고 한다). 또 고등학교 시절에 절친했던 동기의 2살 아래 동생으로 사이토 다카시가 있었는데 예전부터 아는 사이였다. 사이토와는 고교, 대학, 일본 프로 야구에서 같은 팀에 소속되게 됐다.
고교 졸업 후에는 도쿄에 있는 대학으로 진학하는 것도 생각했지만 도쿄에서 놀러 다니게 될 것을 우려했던 다케다 감독의 권유로 미야기현에 소재하고 있는 도호쿠 복지대학에 진학했다. 도호쿠 복지대학 시절에는 전일본 대학야구 선수권 대회에서 두 차례나 준우승(2학년, 3학년)을 이끈 경험도 했고 대학 재학 중에는 고교 야구의 지도자가 되기 위해 교원 자격증을 취득했다.
1989년 프로 야구 드래프트 회의에서 요코하마 다이요 웨일스가 1순위 지명으로 교섭권을 얻었다. 대학 시절에는 거듭된 부상으로 허리 수술을 받은 적도 있어서 프로 입문에는 소극적인 태도를 보였지만 구단이 설득하여 입단, 계약금은 6,000만 엔, 연봉은 600만 엔(금액은 추정치)으로 계약을 맺었다. 등번호 22번은 2월 22일 오후 2시 22분에 태어났다는데에 유래한 것이라고 하며 루키 시즌의 춘계 스프링 캠프를 취급한 스포츠 뉴스에서는 ‘헤이세이 2년 2월 22일에 22세의 생일을 맞은 등번호 22의 사사키 투수’(平成2年2月22日に22歳の誕生日を迎えた背番号22の佐々木投手)라는 특집도 짜여진 적도 있다. 또 시외 국번인 ‘022…’가 미야기현에 할당되어 있는 점에도 언급하고 “미야기현 출신인 내게 있어서도 기쁘다”라며 자신의 저서에서 언급하고 있다. 이후 미국과 일본의 경험을 통해서 등번호 22번을 계속 착용했다.

### 다이요·요코하마 시절

#### 입단 초기 ~ 1991년
입단 당시 감독이었던 스도 유타카는 ‘팀에서 가장 좋은 투수가 마무리 투수를 맡아야 한다’라는 생각에서 간판 투수였던 엔도 가즈히코를 마무리로 기용하고 있었기 때문에 1년째인 1990년에는 16경기에 등판했지만 선발로서는 7경기에 등판했다. 그 해에는 2승 4패 2세이브, 평균 자책점 5.85의 성적으로 시즌을 마쳤다.
2년째인 1991년 시즌 초반까진 선발로 기용됐지만 선발 투수로서는 시즌 중반에 구위력이 빠지는 체력면에서 과제를 안게되는 투수였지만 엔도의 부진으로 인한 전력 이탈에 의해 마무리 투수로 발탁돼 안정된 성적을 남기는 등의 활약으로 이후 마무리 투수로서 정착했다. 속구와 낙차가 큰 포크볼을 무기로 높은 탈삼진률을 기록했다. 8월 28일 히로시마 도요 카프전에서 9회에 루킹 5구, 헛스윙 4구, 파울없는 ‘3자 연속 3구 삼진’을 달성했다. 그 해에는 58경기에 등판하여 6승 9패 17세이브, 평균 자책점 2.00의 좋은 성적을 남기는 활약을 보였다.

#### 1992년 ~ 1997년
1992년, 개막 이후부터 1년 간 마무리 투수를 맡으면서 자신의 첫 타이틀인 최우수 구원 투수를 차지했는데 그 해에 중간 계투였던 모리타 고키로부터 사사키에게의 계투 릴레이가 확립됐다.
이듬해 1993년에는 여름에 부진에도 불구하고 평균 이상의 성적을 올렸다. 같은 해 오프의 계약 갱신 자리에서 200만 엔이 삭감된 연봉 5,300만 엔을 제시된 것에 분노하는 태도를 보여 트레이드 요구, 각 구단 영입 쟁탈전이라는 내용의 언론 보도가 나왔다. 한때는 후쿠오카 다이에 호크스가 유력할 것이라고 전해지면서 요코하마 구단도 처음엔 말리려는 자세를 보이진 않았지만 나중에 ‘절대 내놓지 않겠다’라는 태도로 돌아서며 구단에 의해 트레이드 협상은 당분간 동결이라는 선언이 나오게 됐고 당시의 감독인 곤도 아키히토의 설득도 있어서 결국엔 잔류라는 형태로 매듭지었다.
1994년에는 스프링 캠프 때 팔꿈치를 다쳐 수술을 받는 등 전반기를 헛되게 보냈고 그 사이에 마무리 투수 자리를 모리타에게 양보했다. 여름에는 1군에 복귀하고 나서는 다시 마무리 투수를 맡았고 9월 18일 히로시마전 경기에서 타자 7명을 상대로 연속 삼진을 기록했다. 이때 당시 산케이 스포츠의 요미우리 자이언츠 담당 기자가 사사키를(상대팀에서 봤을 때) ‘악마의 수호신’(悪魔の守護神)의 약칭인 ‘마신’(魔神)이라고 표현했다. 또한 사사키의 풍모가 다이에이의 극중의 캐릭터인 ‘대마신’(大魔神)을 닮았다는 이유로 ‘하마의 대마신’(ハマの大魔神)이라는 별명이 정착했다.
1995년에는 마무리 투수로서 완전 부활을 이뤄 자신으로서는 최초로 30세이브를 넘어서고 평균 자책점 1점 대를 기록, 3년 만에 최우수 구원 투수 타이틀을 차지했다. 7월 8일 야쿠르트 스왈로스전에서 역대 가장 빠른 500탈삼진을 달성했다. 팀의 연고지인 요코하마 스타디움에서 개최된 올스타전에 팬 투표로 선출되면서 선발로 나왔는데 퍼시픽 리그 선두 타자였던 이치로와의 대결이 화제가 됐다. 오프에는 요코하마의 토박이 선수로서는 처음으로 1억 엔의 재계약을 맺은 선수가 됐다.
이듬해 1996년에는 컨디션이 그다지 좋진 않았지만 2년 연속이 되는 최우수 구원 투수 타이틀을 획득했다. 1996년 시즌 종료 후 구단이 우도 가쓰지를 해고한 것에 분노해 메이저 리그 이적을 시사했고 시즌 종료 후 트레이닝 장소인 사이판섬에서 불상사를 일으킨 적도 있었는데 이듬해 1997년에는 이러한 잡음을 봉인하듯이 분기하여 시즌 무패, 평균 자책점 0점대의 활약을 보이는 등 팀의 2위 약진에 기여했다. 이러한 활약에 힘입어 3년 연속 최우수 구원 투수 타이틀을 석권했다. 특히 팀이 급상승한 8월엔 일본 프로 야구 기록이 되는 월간 14세이브를 거둬 월간 MVP를 수상했다. 시즌 종료 후에는 약 1억 5,000만 엔이 오른 연봉 3억 3,000만 엔으로 갱신됐다.

#### 1998년
부친의 1주기이기도 한 7월 7일에(1996년 8월 31일 이래) 675일 만의 패전을 기록할 때까지 시즌 무자책점 행진이 계속됐다. 결국 패전은 그 1패 뿐으로, 등판수 51경기, 30세이브 이상을 거둔 투수 중에서도 역대 1위인 평균 자책점 0.64(4자책점)라는 안정감 있는 성적을 남겼다. 사상 최초로 40세이브를 넘겨서 당시 일본 프로 야구 기록에서 135경기제의 기록으로서는 역대 최다인 45세이브(당시 공식 기록의 46세이브 포인트도 일본 기록)를 거둬 4년 연속이 되는 최우수 구원 투수를 차지하는 등 요코하마의 우승에 큰 기여를 했다. 10월 8일, 리그 우승을 결정짓는 한신 타이거스전(한신 고시엔 구장)에도 마무리로 등판해 신조 쓰요시로부터 삼진을 빼앗아 헹가래 투수가 됐는데 사사키는 훗날 스스로 이 경기를 ‘베스트 게임’이라고 표현하고 있다.
그 해에는 시즌 세이브, 세이브 포인트수의 일본 기록에 더해 6월 4일 요미우리전에서 가토리 요시타카를 제치고 통산 217세이브 포인트의 일본 신기록(당시), 6월 17일 한신전에서 17경기 연속 세이브의 일본 신기록, 6월 30일 히로시마전에서 22경기 연속 세이브 포인트의 일본 신기록, 8월 5일 한신전에서 에나쓰 유타카를 제치고 통산 194세이브의 일본 신기록(당시), 8월 7일 히로시마전에서 일본 프로 야구 사상 최초의 2년 연속 30세이브를 달성하는 등 일본 기록 러시가 계속됐다. 6월과 9월에는 월간 MVP도 수상했다. 9월 19일에는 요코하마의 우승을 기원하는 의미로 요코하마역 동쪽 출입구의 지하 상가 포르타내에 사사키의 포크볼을 잡은 투구 폼을 재현한 동상을 ‘신체’라고 표현한 ‘하마의 대마신사’가 설치돼 이듬해 1999년 1월 17일에 철거될 때까지 약 1,660만 엔의 새전이 모아졌다. 세이부 라이온스와 맞붙은 일본 시리즈에서도 6차전에 가네무라 요시아키를 병살타로 잡아 헹가래 투수가 됐고 MVP를 비롯해 쇼리키 마쓰타로상과 일본 프로 스포츠 대상을 동시 수상했다. 시즌 종료 후에는 이치로와 함께 일본 프로 야구 사상 최초로 연봉 5억 엔을 돌파했고 또한 ‘하마의 대마신’이라는 이 단어는 한 해 동안 일본 내에서 화제의 유행어를 남긴 사람에게 주어지는 상인 신어·유행어 대상을 수상하는 등 사회 현상이 될 정도의 활약을 보였다.

#### 1999년
그 해에는 FA권을 취득해서 메이저 리그 이적이 가능하게 됐다. 시즌 중에는 부진으로 인해 전력에서 이탈했지만 시즌 중임에도 불구하고 수술을 받은 것에 대해서 구단은 불신감을 갖게돼 사사키도 이적을 암시하는 듯한 발언을 했다. 결국 장기적인 이탈이 영향을 미쳐 23경기 등판에 그치면서 19세이브에 그쳤지만 평균 자책점은 1.93을 남기는 등 이 해에도 뛰어난 안정감을 보였다.
오프에는 토니 아타나시오를 대리인으로 선임해 FA권을 행사해서 메이저 리그 팀인 시애틀 매리너스와 총액 1,200만 달러+성과급의 3년 계약(4년째는 연봉 500만 달러의 구단 옵션)을 맺었다. 당시 시애틀의 첫 번째 구단주인 닌텐도의 야마우치 히로시는 “메이저 리그의 피카츄가 되길 바란다”라고 말했다. 메이저 리그 이적 후 요코하마 구단이 등번호 22번을 다른 선수에게 넘긴 것은 사사키의 행동에 대한 실망과 불신감 때문이었다고 한다. 사사키는 팀의 일본 시리즈 우승 경험을 했던 전년도 1998년 시즌 종료 후 ‘메이저 리그에 가고 싶다’고 구단에게 호소했지만 구단측의 만류로 무산됐다.

### 시애틀 매리너스 시절

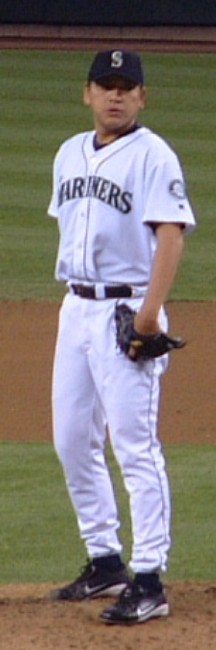
시애틀 매리너스 시절(2002년)

#### 2000년
스프링 트레이닝에서 호세 메사와 함께 마무리 투수 자리를 놓고 경쟁하는 등 개막 5일 전인 3월 30일에 마무리 투수로 지명됐다. 4월 5일 보스턴 레드삭스전에서 메이저 리그 진출 이후 첫 등판을 했는데 이때 세이프코 필드의 전광판에 일본어로 “어서 오십시오 매리너스 대마신”(ようこそマリナーズ 大魔神)이라는 일본어로 된 전광문자와 함께 ‘DIAMAJIN’이라는 문자가 거꾸로 표시되는 해프닝도 있었다. 그러나 5월 10일의 텍사스 레인저스전에서 데이빗 세기에(1991년 오치아이 히로미쓰에게 맞은 이래)한테서 끝내기 홈런을 맞았고 12일의 오클랜드 애슬레틱스전에서도 맷 스테어즈에게 끝내기 홈런을 맞는 등 중간 계투로 격하됐다. 그러나 그 후 마무리를 맡은 호세 메사도 23일 볼티모어 오리올스전에서 끝내기 홈런을 허용했기 때문에 다시 마무리로서 기용됐다. 6월 6일 콜로라도 로키스전에서는 무라카미 마사노리와 하세가와 시게토시에 이어 일본인 최다 타이 기록인 시즌 9세이브째를 기록했고 같은 달 12일 캔자스시티 로열스전에서 일본인으로서는 최다인 10세이브째를 올렸다. 올스타전에 선출되지는 못했지만 출장 선수 전원의 싸인이 새겨진 사사키의 유니폼을 알렉스 로드리게스로부터 받고 “일생의 보물입니다”라고 말했다.
포스트 시즌에서는 4경기에 등판해서 무실점의 투구로 3세이브를 올렸지만 팀은 뉴욕 양키스와의 리그 챔피언십 시리즈에서 패했다. 정규 시즌에서는 최종적으로 구원 투수들 중에서 리그 1위의 탈삼진률 11.20, 공동 6위인 WHIP 1.16의 투구로 메이저 리그 신인 기록인 37세이브(2010년에 네프탈리 펠리스가 40세이브를 올리며 경신)를 올려 아메리칸 리그 신인왕에 선정됐다.

#### 2001년
4월 16일 로스앤젤레스 에인절스 오브 애너하임전에서 자신의 최고 구속인 96 mph(약 154 km/h)를 기록하는 등 비교적 무난한 첫 출발을 알렸고 4월의 메이저 리그 최다 기록이 되는 월간 13세이브를 올렸다. 5월 29일 볼티모어 오리올스전에서는 1994년에 리 스미스가 달성했던 팀 46경기째에 뒤를 이은 역대 2위의 팀 50경기째에 20세이브를 달성했고 5월 종료 시점에서 21세이브와 최다 세이브는 확실하다고 전망하고 있었다.
하지만 7월 2일에 29세이브째를 올린 이후에는 세이브 기회가 줄어들었고, 올스타전에 선출되어 세이브를 기록한 이외에 8월 2일 디트로이트 타이거스전에서 미일 통산 300세이브를, 다음날인 클리블랜드 인디언스전에서 메이저 리그 2년차에서의 아메리칸 리그 전체 팀을 상대로 세이브를 달성했다. 8월 18일 뉴욕 양키스전에서 당시의 구단 신기록이 되는 38세이브를 각각 달성했지만 종반에는 오른쪽 대퇴부 통증으로 컨디션이 떨어지면서 마리아노 리베라에게 5세이브 차이로 리그 2위에 머물렀다. 정규 시즌 최종 등판이 된 10월 6일 텍사스 레인저스전에서 메이저 리그 타이 기록이 되는 팀 116승째를 45세이브째로 장식해 “이런 시합을 마감하게 된 것은 영광이다”라고 말했다.
포스트 시즌에서는 4경기에 등판해서 1세이브를 올리고 탈삼진률 13.63의 쾌투를 보였지만 뉴욕 양키스와의 리그 챔피언십 시리즈 4차전에서는 자기 최고 구속 타이가 되는 96 mph(약 154 km/h)를 기록하고도 알폰소 소리아노에게 끝내기 홈런을 맞아 패전 투수가 됐고 팀은 다음날에 열린 경기에서도 패했다. 이것이(그 후 침체된) 시애틀 매리너스가 포스트 시즌을 싸운 근년의 마지막 경기이며 결국 사사키는 월드 시리즈에서 등판할 기회는 없었다. 오프에는 시즌 종료 보고하기 위해 닌텐도 본사를 방문하여 메이저 리그 이적을 목표로 하고 있던 다니시게 모토노부의 획득을 제안했지만 입단에는 이르지 못했다.

#### 2002년
부인의 병환으로 일본에 일시 귀국했지만 6월 1일까지 무자책점으로 호투를 계속했다. 6월 26일 오클랜드 애슬레틱스전에서 시즌 19세이브째를 올리는 등 역대 가장 빠른 메이저 리그 통산 160경기째에서의 통산 100세이브 도달을 달성했다. 올스타전에도 작년에 이어 2년 연속으로 선출돼 메이저 리그 자신의 최고 성적인 2.52의 평균 자책점을 남겼다. 그러나 시즌 후반에는 오른쪽 팔꿈치를 다치면서 약간의 컨디션이 떨어지자, 8차례의 구원 실패라는 최악의 성적을 남겼다. 정규 시즌 종료 후에는 “미국에 있으면 텔레비전(플레이오프)을 보게돼 포스트 시즌에 출전하지 못한 후회가 배로 늘어난다”며 10월 상순에 귀국했다.
오프에는 미일 야구 대회 출전도 포기했고 오른쪽 팔꿈치의 유리 연골 제거 수술을 받았다. 이 해에는 그 외 스스로가 오너로 일하고 있는 모터스포츠 팀 ‘TEAM 22’에서 포뮬러 닛폰에 참가, 이토 다이스케를 드라이버로 기용했다(메인터넌스는 문크래프트에 위탁).

#### 2003년
오클랜드 애슬레틱스와의 일본에서 열리는 개막전의 기자회견에 이치로와 함께 참석했다. 시즌에서는 4월 3일 오클랜드 애슬레틱스전에서 1이닝 4탈삼진이라는 진기록을 달성했지만 같은 달 23일에 오른쪽 허리 통증으로 인해 처음으로 부상자 명단에 들어갔다. 5월엔 복귀하여 투구에 컷 패스트볼도 섞는 여유도 보일 정도로 호투를 계속했지만 6월 8일 원정에서 돌아와 자택에서 여행용 가방을 운반하여 넣다가 넘어져서 오른쪽 옆구리를 강타, 다시 부상자 명단에 올랐다. 이 부상에 대해서는 단장에게서 ‘가장 실망했다’라는 쓴소리를 듣고 자신도 “부끄럽다. 정말 바보같았다. 이런 곳에서”라고 후회했다. 8월 13일 토론토 블루제이스전에 복귀한 이후에는 호조를 유지한 하세가와 시게토시가 마무리를 맡았기 때문에 중간 계투로 활약했다.
시즌 종료 후에는 시애틀 매리너스와의 남은 1년 계약을 파기하고 퇴단했다. 퇴단한 이유에 대해서는 “일본에서 가족과 함께 살기 위해”라고 말했다. 이 해에는 작년에 이어 포뮬러 닛폰에도 참가(메인터넌스는 르망에게 위탁). 와키사카 주이치를 드라이버로 기용하여 2승을 올렸다. 12월에는 일본 프로 야구 명구회의 규약 변경에 따라 명구회에 입회했다.

### 요코하마로 복귀

#### 2004년
일본 프로 야구의 일본인 선수로서는 2018년을 기준으로 역대 최고 연봉이 되는 6억 5,000만 엔의 2년 계약을 맺고 친정팀인 요코하마에 복귀했다. 구위는 떨어졌지만 여러 종류에 변화하는 포크볼과 절묘한 컨트롤로 안정된 성적을 올렸다. 다만 야마시타 다이스케 감독은 사사키를 세이브 올릴 기회 이외에서의 기용을 거의 하지 않고 팀에 세이브 기회가 없을 때는 10경기 이상 등판이 없는 경우도 있어 8월이 돼서도 35경기 이상에서 등판하고 있지 않다는 것은 이러한 기용이 이루어지고 있기 때문이다. 8월 4일 주니치전, 7일 야쿠르트전에서 연속으로 구원에 실패했고 이튿날 8일 야쿠르트전에서는 도바시 가쓰유키, 이와무라 아키노리, 후루타 아쓰야에게 3자 연속 홈런을 허용하여 역전패를 당했다.
같은 달 11일엔 은퇴 의향을 구단에 전달했지만 구단의 만류를 받아들여서 이후에 철회했고 그 후 2군으로 내려가서 그대로 시즌을 마쳤다. 결국 25경기에 등판하여 1승 2패 19세이브, 평균 자책점 3.18의 성적을 남겼다.

#### 2005년
4월 2일 주니치전에서 시즌 첫 등판하는 다카하시 미쓰노부에게 역전 끝내기 2점 홈런을 맞고 패전 투수가 됐다. 4월 13일 야쿠르트전에서 시즌 첫 세이브를 올린 것을 시작으로 다음날에도 세이브를 올리는 등 일단 회복한 듯 보였지만 4월 21일 야쿠르트전에서 끝내기 패배를 당해 패전 투수가 됐고 이 시점을 기준으로 8경기에 등판하여 0승 3패, 4세이브, 평균 자책점 9.53의 나쁜 성적으로 2군에 내려갔다. 이 3패는 모두 역전 끝내기 패배를 당한 것이다. 그 후 1군 복귀를 목표로 조정을 계속하고 있었지만 컨디션이 좀처럼 오르지 않았고 그 사이에 마크 크룬이 팀의 마무리 투수로 급부상한 적도 있어 팀의 전력 구상에서 제외돼 8월 7일에 현역 은퇴를 표명했다.
‘어머니 앞에서 던지고 싶다’는 희망에 따라 2일 후인 9일, 자신의 고향 센다이에 있는 풀캐스트 스타디움 미야기에서 열린 요미우리 자이언츠전에서 고교 시절부터 라이벌이자 친구이기도 한 기요하라 가즈히로를 상대로 사실상의 은퇴 등판을 했다(결과는 삼진). 사사키는 구단과의 계약을 핑계로 쇼난 시렉스의 유니폼을 착용하지 않고 이스턴 리그에서의 조정 등판도 하지 않은 상태였기 때문에 요코하마의 우시지마 가즈히코 감독은 경기에 영향을 끼치지 않도록 평상시에는 구원 투수였던 하타 유지를 선발로 내세우고 기요하라의 첫 번째 타석에서 사사키를 투입했다. 기요하라의 타석 후, 다시 본래의 선발 투수인 가도쿠라 겐을 등판시키는 계투 작전을 취했다. 이러한 투수 기용에 대해 우시지마 감독은 경기 전에 요미우리의 호리우치 쓰네오 감독에게 “시끄럽게 해서 미안하다”고 말해 사과했다. 이 은퇴 등판에 대해서는 ‘공식전의 사물화’라는 비판적인 시각도 있어 요코하마 팀내에서도 노무라 히로키 1군 투수 코치와 후쿠다 이사오 1군 수석 코치 간에 갈등이 생기는 등 내분이 일어났다.
10월 8일, 홈구장인 요코하마 스타디움에서의 야쿠르트전에 최종 등판할 예정이었지만 오늘 경기에서의 등판은 팀에게 폐를 끼친다고 해서 스스로 고사해 은퇴식만 치러졌다. 이 때 팬들에게 전하는 작별의 인사말에서 “평생 야구인으로 살 것을 맹세합니다”라고 말했다.

### 그 후

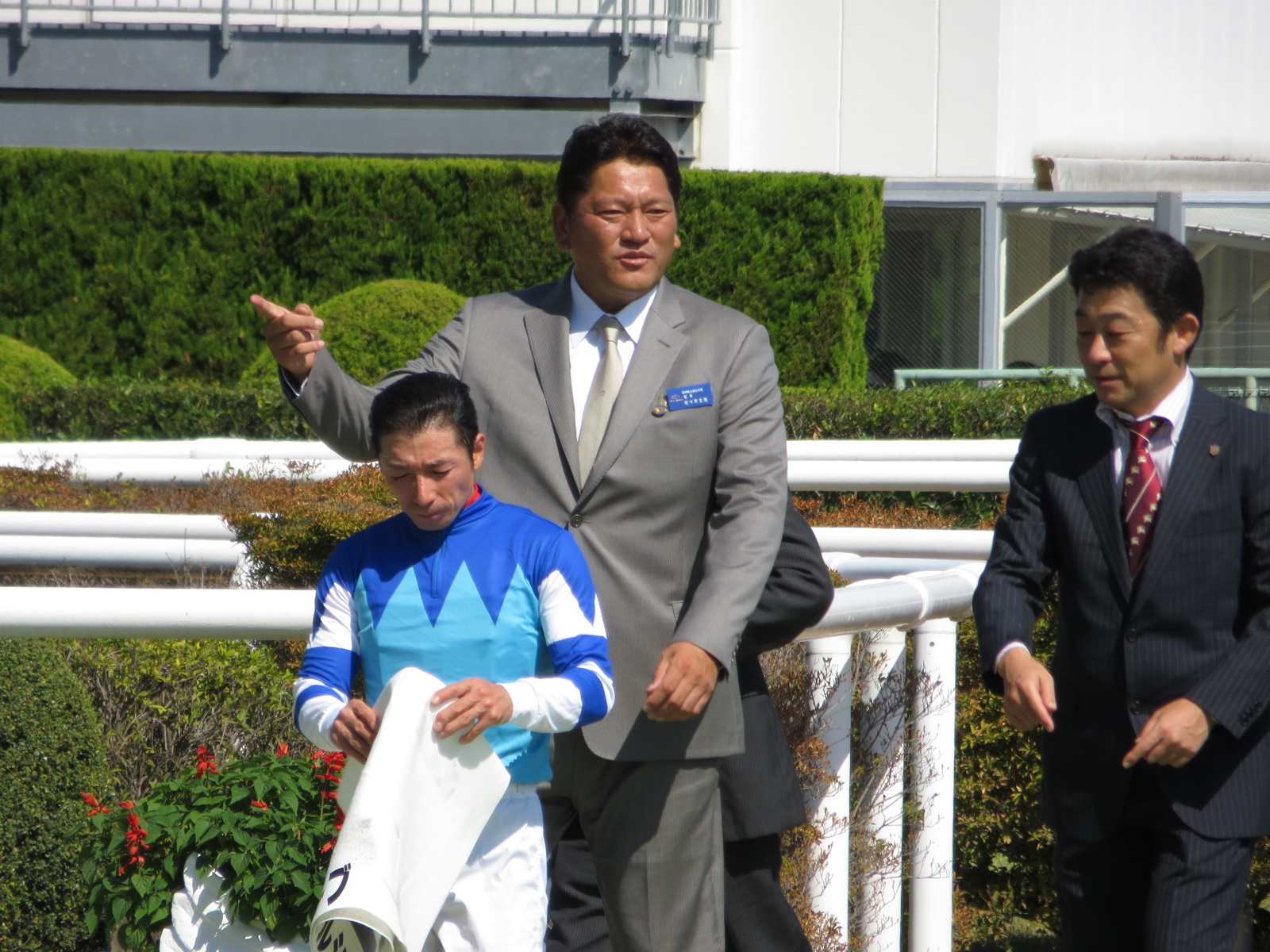
사사키 가즈히로(가운데, 2013년)

현역 은퇴 후 TBS TV, TBS 라디오(2017년까지), 닛폰 방송(2018년 이후)과 닛칸 스포츠의 야구 해설자로 발탁되는 등 야구 평론가로서 활동하고 있다. 2010년 12월 7일, 야구 명예의 전당에 들어갈 후보자 명부·선수 부문에 오르기도 했다. 2011년 2월에 KBO 리그팀 LG 트윈스의 임시 인스트럭터를 맡았다.
2006년 5월 16일에 NAR의 마주로 등록했고 2006년 11월에는 JRA의 마주로 등록했다. 당초에는 소유한 말의 대부분을 ‘마진’(マジン)이라는 이름을 붙였었지만 최근에 폐지됐고 그 대신에 소유마 이름에는 ‘부’(ヴ)가 포함된 것이 많아졌다. 2012년 2월 11일의 퀸컵에서 소유마 부르시나가 한 벌이 되어 마주로서는 처음으로 중상 경주를 제패하자, 다음다음 주에 열린 한큐배에서도 마진 프로스퍼가 우승했다. 2013년 5월 12일, 빅토리아 마일에서 부르시나가 우승해, 첫 GI 경주 제패를 이뤘다.
2014년 1월 17일, 야구 전당 박물관으로부터 2014년도 야구 명예의 전당 경기자 헌액자로서 아키야마 고지, 노모 히데오와 함께 선출됐다.
2016년 2월 2일, 친구이자 라이벌이었던 기요하라 가즈히로가 각성제 소지 혐의로 체포된 사건에 대해 사사키는 “2년 전에 같이 식사했을 때는 ‘(약물을)하지 않았다’라고 말했는데 유감이라고 할까, 배신당하는 기분이 들어 슬프다”라고 충격을 감추지 못했다. 같은 해 5월 17일에 있은 기요하라의 첫 재판에는 스스로 증인으로 출석한 것이 화제가 됐는데 재판이 끝난 후 사사키는 기요하라에 대해 “그의 갱생으로의 임하는 자세는 (법정에서의)눈물을 보면(알 수 있다). 그만큼의 정신력은 야구를 해왔으니까 열심히 할거라고 믿는다”, “그의 초라한 얼굴을 보고 싶지 않다. 빨리 웃는 모습을 가진 기요하라로 돌아왔으면 좋겠다”라고 시종 복잡한 표정으로 말했다.
2017년 2월 15일 SUPER GT와 슈퍼 타이큐에 참가하고 있는 ‘디'스테이션 레이싱’(D'STATION Racing)의 팀 총감독으로 부임했는데 일본 모터스포츠계에는 14년 만에 복귀하게 됐다. “지난 대회에는 현역 시절이었기 때문에 서킷을 들르기가 여간 쉽지 않았다”는 점을 반성하여 가능한 레이스 현장에 방문할 수 있도록 한다고 한다. 같은 해 태국 부리람에서 열린 경기에서는 스타트 직전에 비로 노면이 젖어있는 상황이었는데도 맑음용 슬릭 타이어를 사사키 감독 스스로 결단하면서 이 예상이 적중하여 3위로 입상했다.

## 플레이 스타일
최고 속도 96 mph(약 154 km/h)의 속구와 여러 종류의 포크볼을 무기로 삼은 것 외에 120 km/h대의 세로로 떨어지는 커브도 섞어, 2003년에는 컷 패스트볼도 던졌다.
악력이 매우 강하고, 사사키가 던지는 낙차가 큰 포크볼은 ‘2층에서 오는 포크볼’이라고도 형용됐다. 삼진을 빼앗기 위한 빠른 타입과 점수를 따기 위한 느린 타입이 있어 손목을 고정하지 않고 포심 그립으로 속구를 던지듯이 스냅을 살려 회전을 걸어 던지는 140km/h 전후의 포크볼과 스냅을 막아내서 던지는 체인지업 느낌의 포크볼을 던지고 봉제선을 잡는 손가락을 조절하는 것으로 궤도를 좌우로 휘게 할 수도 있었다. 볼에는 약간의 옆회전만이 걸려 세로 회전이 없기 때문에 낙차가 있어 회전하고 있기 때문에 구질의 판별이 되기 어렵다. 또한 그립으로 구질을 간파당하는 것을 막기 위해 가로 폭이 넓은 글러브를 만든 것 외에 손에서 공을 놓는 순간에 속구의 그립으로부터 포크볼의 그립으로 바꾸는 등의 고안한 것도 이목을 집중시켰다.
커브는 메이저 리그 이적 전의 요코하마 시절에는 놀이 도구로서 사용했었는데 포수였던 다니시게 모토노부가 “무서워서 실전에는 사용할 수 없었다”라고 말하여 몇 구만 보여주고야 말았다. 한편 시애틀 매리너스 이적 후에는 댄 윌슨 포수가 이 커브를 높이 평가했고 실전에서도 포크볼과 자주 섞어서 던졌다.
프로에 갓 입단한 애당초에는 주자가 없었을 때 노 와인드업으로 던지고 있었지만 마무리 투수로 정착한 뒤에는 주자가 없어도 세트 포지션으로 다리를 크게 들어 투구했다. 또한 주자가 있을 때는 다리를 그다지 올리진 않고 발바닥이 바닥을 스치는 듯한 느낌으로 투구를 하고 있었다.
사사키를 껄끄러워한 타자는 많았는데 특히 요미우리 시절의 마쓰이 히데키는 타율 0.080(25타수 2안타)를 기록할 정도로 사사키를 크게 껄끄러워 하는 반면 오치아이 히로미쓰는 타율 0.444(36타수 16안타 4홈런)를 나타내는 등 사사키를 자주 상대하면서 기록했다. 요미우리 시절에 오치아이는 사사키로부터 2개의 홈런을 기록했지만 2개 모두 마쓰이가 아웃 당한 직후에 때려냈다.

## 에피소드
- 초등학교 시절 자신의 경험으로부터 ‘중학생까지는 호되게 혼내지 않고, 즐겁게 야구를 시켜야 한다’라는 생각을 갖고 있다.[30] 초등학생부터 조언은 할 수 있어도 기술적인 지도는 하지 않는다고 한다.[30]
- 단 것(특히 크렘 카라멜)을 좋아하고 또 요리도 초등학교 때부터 해 와서 잘 하는 편이다. 《하마짱이랑!》(2006년 10월 24일 방송, 니혼 TV)에 출연해 하마다 마사토시에게 요리 솜씨를 선보여서 극찬을 받았다. 아버지가 유제품 제조회사에 근무했던 터라 어릴 때 유제품 음료를 물처럼 마셨다고 한다.[31]
- 상업용(이른바 BBM계열 등)의 야구 카드에는 사인을 하지 않는다는 주의지만, ‘BBM 2006 1st Version’의 ‘은퇴 선수’ 컨텐츠에 처음으로 상업용 친필 사인을 50장 남겼다.
- 1990년대 후반에 게스트로 자주 나왔던 《쇼 업 나이트 게임 플레이볼》에서 사사키가 요코하마의 선발 명단을 발표할 때 일본인 선수로 자신보다 나이가 많은 고마다 노리히로에게는 ‘5번 1루수는 고마다씨’라고 경칭을 붙였다(나카네 히토시(일본어판) 등 나이 많은 다른 선수들이 선발로 나올 때도 마찬가지로 경칭을 사용했다).
- 혈액형은 O형.

### 가족
1991년에 아이돌 출신인 시미즈 카오리와 결혼했다. 그 후 딸 하나와 아들 하나를 뒀지만 메이저 리그에 진출했을 무렵에 부부 사이가 엇갈리는가 하면 에노모토 가나코와 불륜 관계에 빠져 에노모토가 임신하게 되면서 회복 불가능할 정도로 사이가 좋지 않았다. 결국 사사키와 시미즈 두 사람은 2005년 3월 18일에 이혼했고 두 자녀의 친권은 사사키가 가지기로 했다. 다음달인 4월 29일, 에노모토와의 사이에 아들이 태어나 5월 9일에 재혼했다. 이듬해 2006년 6월 29일, 재혼 후 두 번째의 아들이 태어났다.

## 상세 정보

### 출신 학교
- 도호쿠 고등학교
- 도호쿠 복지대학

### 선수 경력
NPB
- 요코하마 다이요 웨일스·요코하마 베이스타스(1990년 ~ 1999년, 2004년 ~ 2005년)

MLB
- 시애틀 매리너스(2000년 ~ 2003년)

### 기타 경력
- TBS·닛칸 스포츠 야구 해설 위원·야구 평론가(2006년 ~ )

### 수상·타이틀 경력

#### 타이틀
NPB
- 최우수 구원 투수 : 5회(1992년, 1995년 ~ 1998년) ※최다 타이 기록(그 외에 에나쓰 유타카, 아카호리 모토유키)

#### 수상
NPB
- MVP : 1회(1998년)
- 베스트 나인 : 1회(1998년) ※투수 부문
- 최우수 투수 : 1회(1998년)
- 월간 MVP : 4회(1991년 7월, 1997년 8월, 1998년 6월, 1998년 9월) ※투수 부문
- 파이어맨상 : 5회(1992년, 1995년, 1996년, 1997년, 1998년)
- 쇼리키 마쓰타로상 : 1회(1998년)
- 최우수 배터리상 : 1회(1998년) ※포수: 다니시게 모토노부
- 우수 JCB·MEP상 : 1회(1998년)
- JA 전농 Go·Go상 : 1회(최다 탈삼진상 : 1992년 5월)
- IBM 플레이어오브더이어상 : 2회(1997년, 1998년)
- 일본 프로 스포츠 대상
  - 대상 : 1회(1998년)
  - 수훈상 : 1회(2000년)
- 호치 프로 스포츠 대상(1998년)
- 마이니치 스포츠인상 팬상(1998년)
- 센트럴 리그 회장 특별상(2005년)

MLB
- 아메리칸 리그 신인왕(2000년)
- Topps 루키 올스타팀(2000년)[주 8]
- Baseball Digest 루키 올스타팀(2000년)[32]
- 시애틀 매리너스 구단 MVP(2000)

### 개인 기록

#### 첫 기록(NPB)
- 첫 등판 : 1990년 4월 7일, 대 주니치 드래곤스 1차전(나고야 구장), 10회말에 4번째 투수로서 구원 등판·마무리, 1이닝 무실점
- 첫 탈삼진 : 상동, 10회말에 오치아이 히로미쓰로부터
- 첫 세이브 : 1990년 4월 11일, 대 히로시마 도요 카프 2차전(요코하마 스타디움), 8회초에 4번째 투수로서 구원 등판, 2이닝 1실점
- 첫 선발 : 1990년 5월 13일, 대 주니치 드래곤스 6차전(미야기 구장), 4와 1/3이닝을 던져 3실점에서 패전 투수
- 첫 승리·첫 선발 승리 : 1990년 5월 24일, 대 야쿠르트 스왈로스 8차전(메이지 진구 야구장), 5이닝 3실점

#### 기록 달성 경력(NPB)
- 통산 100세이브 : 1995년 9월 27일, 대 요미우리 자이언츠 26차전(도쿄 돔), 8회말 2사에 3번째 투수로서 구원 등판·마무리, 1과 1/3이닝 무실점 ※역대 8번째
- 통산 150세이브 : 1997년 8월 7일, 대 한신 타이거스 17차전(요코하마 스타디움), 8회초 2사에 5번째 투수로서 구원 등판·마무리, 1과 1/3이닝 무실점 ※역대 2번째
- 통산 200세이브 : 1998년 9월 4일, 대 주니치 드래곤스 18차전(나고야 돔), 10회말 2사에 4번째 투수로서 구원 등판·마무리, 1/3이닝 무실점 ※사상 최초
- 통산 250세이브 : 2005년 4월 14일, 대 야쿠르트 스왈로스 2차전(요코하마 스타디움), 9회초에 4번째 투수로서 구원 등판·마무리, 1이닝 무실점 ※역대 2번째

#### 기타(NPB)
- 3자 연속 3구 삼진 : 1991년 8월 28일, 대 히로시마 도요 카프 23차전(히로시마 시민 구장), 9회말에 다쓰카와 미쓰오(일본어판), 하라 신지(일본어판), 오토 시게키(일본어판)로부터 삼진을 뺏어냄 ※역대 11번째(센트럴 리그에서는 6번째).
- 시즌 세이브 포인트 : 46(1998년) ※일본 기록
- 월간 최다 세이브 : 14(1997년 8월) ※일본 기록
- 연속 경기 세이브 : 22(1998년 4월 26일 ~ 6월 30일) ※일본 기록
- 연속 경기 세이브 포인트 : 22(1998년 4월 26일 ~ 6월 30일) ※센트럴 리그 기록
- 시즌 최다 세이브 포인트 : 46(1998년) ※일본 기록
- 통산 최다 세이브 포인트 : 289(일본 기록)
- 올스타전 출장 : 8회(1992년 ~ 1993년, 1995년 ~ 1999년, 2004년)

#### MLB
- MLB 올스타전 선출 : 2회(2001년, 2002년)

### 등번호
- 22(1990년 ~ 2005년)

### 연도별 투수 성적
| 연 도      | 소 속           | 등 판 | 선 발 | 완 투 | 완 봉 | 무 4 구 | 승 리 | 패 전 | 세 이 브 | 홀 드 | 승 률 | 타 자 | 이 닝 | 피 안 타 | 피 홈 런 | 볼 넷 | 고 4 | 몸 맞 | 탈 삼 진 | 폭 투 | 보 크 | 실 점 | 자 책 점 | 평 자 책 | W H I P |
| ---------- | --------------- | ----- | ----- | ----- | ----- | ------- | ----- | ----- | -------- | ----- | ----- | ----- | ----- | -------- | -------- | ----- | ---- | ----- | -------- | ----- | ----- | ----- | -------- | -------- | ------- |
| 1990년     | 다이요 요코하마 | 16    | 7     | 0     | 0     | 0       | 2     | 4     | 2        | --    | .333  | 215   | 47.2  | 49       | 10       | 30    | 0    | 0     | 44       | 4     | 1     | 31    | 31       | 5.85     | 1.66    |
| 1991년     | 다이요 요코하마 | 58    | 1     | 0     | 0     | 0       | 6     | 9     | 17       | --    | .400  | 467   | 117.0 | 72       | 7        | 51    | 8    | 4     | 137      | 5     | 1     | 33    | 26       | 2.00     | 1.05    |
| 1992년     | 다이요 요코하마 | 53    | 0     | 0     | 0     | 0       | 12    | 6     | 21       | --    | .667  | 356   | 87.2  | 47       | 6        | 39    | 5    | 1     | 135      | 8     | 0     | 32    | 24       | 2.46     | 0.98    |
| 1993년     | 다이요 요코하마 | 38    | 0     | 0     | 0     | 0       | 3     | 6     | 20       | --    | .333  | 226   | 55.0  | 35       | 6        | 21    | 1    | 2     | 84       | 3     | 0     | 24    | 20       | 3.27     | 1.02    |
| 1994년     | 다이요 요코하마 | 31    | 0     | 0     | 0     | 0       | 3     | 1     | 10       | --    | .750  | 178   | 46.0  | 27       | 5        | 15    | 1    | 0     | 59       | 1     | 0     | 11    | 11       | 2.15     | 0.91    |
| 1995년     | 다이요 요코하마 | 47    | 0     | 0     | 0     | 0       | 7     | 2     | 32       | --    | .778  | 210   | 56.2  | 30       | 5        | 17    | 1    | 0     | 78       | 4     | 0     | 12    | 11       | 1.75     | 0.83    |
| 1996년     | 다이요 요코하마 | 39    | 0     | 0     | 0     | 0       | 4     | 3     | 25       | --    | .571  | 200   | 49.2  | 37       | 6        | 16    | 0    | 1     | 80       | 4     | 0     | 17    | 16       | 2.90     | 1.07    |
| 1997년     | 다이요 요코하마 | 49    | 0     | 0     | 0     | 0       | 3     | 0     | 38       | --    | 1.000 | 219   | 60.0  | 25       | 6        | 17    | 2    | 1     | 99       | 2     | 0     | 6     | 6        | 0.90     | 0.70    |
| 1998년     | 다이요 요코하마 | 51    | 0     | 0     | 0     | 0       | 1     | 1     | 45       | --    | .500  | 212   | 56.0  | 32       | 1        | 13    | 0    | 1     | 78       | 1     | 1     | 7     | 4        | 0.64     | 0.80    |
| 1999년     | 다이요 요코하마 | 23    | 0     | 0     | 0     | 0       | 1     | 1     | 19       | --    | .500  | 94    | 23.1  | 19       | 1        | 6     | 0    | 0     | 34       | 3     | 0     | 5     | 5        | 1.93     | 1.07    |
| 2000년     | SEA             | 63    | 0     | 0     | 0     | 0       | 2     | 5     | 37       | 0     | .286  | 265   | 62.2  | 42       | 10       | 31    | 5    | 2     | 78       | 1     | 0     | 25    | 22       | 3.16     | 1.16    |
| 2001년     | SEA             | 69    | 0     | 0     | 0     | 0       | 0     | 4     | 45       | 0     | .000  | 261   | 66.2  | 48       | 6        | 11    | 2    | 4     | 62       | 4     | 0     | 24    | 24       | 3.24     | 0.89    |
| 2002년     | SEA             | 61    | 0     | 0     | 0     | 0       | 4     | 5     | 37       | 0     | .444  | 249   | 60.2  | 44       | 6        | 20    | 4    | 2     | 73       | 6     | 0     | 24    | 17       | 2.52     | 1.05    |
| 2003년     | SEA             | 35    | 0     | 0     | 0     | 0       | 1     | 2     | 10       | 0     | .333  | 150   | 33.1  | 31       | 2        | 15    | 2    | 1     | 29       | 4     | 0     | 17    | 15       | 4.05     | 1.38    |
| 2004년     | 요코하마        | 25    | 0     | 0     | 0     | 0       | 1     | 2     | 19       | --    | .333  | 89    | 22.2  | 18       | 4        | 3     | 0    | 0     | 18       | 0     | 1     | 8     | 8        | 3.18     | 0.93    |
| 2005년     | 요코하마        | 9     | 0     | 0     | 0     | 0       | 0     | 3     | 4        | 0     | .000  | 31    | 6.0   | 11       | 2        | 2     | 0    | 0     | 5        | 0     | 0     | 6     | 6        | 9.00     | 2.17    |
| NPB : 12년 | NPB : 12년      | 439   | 8     | 0     | 0     | 0       | 43    | 38    | 252      | 0     | .530  | 2497  | 627.2 | 402      | 59       | 230   | 18   | 10    | 851      | 35    | 4     | 192   | 168      | 2.41     | 1.01    |
| MLB : 4년  | MLB : 4년       | 228   | 0     | 0     | 0     | 0       | 7     | 16    | 129      | 0     | .304  | 925   | 223.1 | 165      | 24       | 77    | 13   | 9     | 242      | 15    | 0     | 90    | 78       | 3.14     | 1.08    |

- 굵은 글씨는 시즌 최고 성적.
- 다이요(요코하마 다이요 웨일스)는 1993년에 요코하마(요코하마 베이스타스)로 구단명을 변경.

## 저서
- 《대마신전》(2000년 5월, 슈에이샤) ISBN 4087803112
- 《락커룸: 나와 메이저 리거들의 영광과 굴욕》(2003년 3월, 쇼덴샤) ISBN 4396611838
- 《분기력: 인간 ‘사사키 가즈히로’에게서 무엇을 배울 것인가》(2010년 4월, 소에이샤 / 산세이도 쇼텐) ISBN 4881421921

### 주해
1. ↑  2000년에 메이저 리그 이적의 입단을 공식 발표할 당시 ‘GREAT DAIMAJIN’(그레이트 다이마진)이라고 소개돼 마운드에 등판할 시에도 ‘DAIMAJIN’이라는 글자가 구장의 대형 전광판에 등장했던 적이 있다.
2. ↑  태어난 시간이 2월 22일 2시 22분이었던 점, 프로 선언이 알려진 날이 12월 22일, 연속 경기 세이브수가 22, 딸의 탄생이 2시 22분이었다는 등, 22에 인연이 있는 일이 이어진 에피소드가 NHK의 TV 프로그램 《아사이치》에서 ‘대마신의 기연’으로 소개됐다.
3. ↑  사사키와 같은 등번호 22번을 착용한 구원 투수로서 활약한 다카쓰 신고(야쿠르트 외)의 등장 이후 등번호 22는 마무리 투수로 활약하는 선수에게 주어지는 경우가 많아지면서 당시 한신 타이거스의 후지카와 규지는 똑같은 등번호를 착용하게 됐을 때 “사사키와 다카쓰랑 똑같은 등번호를 갖게돼 영광”이라고 말하고 있다.
4. ↑  사사키와 친분이 있던 닛폰 방송의 마쓰모토 히데오 아나운서가 ‘대마신’(大魔神)이라고 명명했다는 이야기도 있다.
  - 관련 출처: ニッポン放送番組審議会だより “보관된 사본”. 2002년 7월 14일에 원본 문서에서 보존된 문서. 2019년 2월 18일에 확인함., 《닛폰 방송》, 닛폰 방송, 1998년 10월 20일
5. ↑  산케이 스포츠만은 ‘마신’이란 표기를 계속했고 또한 그룹의 모기업인 닛폰 방송의 프로그램에서는 은퇴 후에도 ‘마신’이라고 불리는 경우가 많다.
6. ↑  이 해에 기록한 45세이브는 계산상 3경기에 1세이브를 기록하는 것이어서 46세이브를 기록하고 있는 이와세 히토키(3.17경기), 후지카와 규지(3.13경기)를 넘어서는 기록(비공식)이다. 실제로 이와세는 140경기째이며, 후지카와는 142경기째로 45세이브에 도달하고 있다. 평균 자책점 0점대에다가 30세이브 이상을 두 차례나 기록한 투수는 그 외에 후지카와가 있지만 사사키는 구원 투수로서 유일한 2년 연속 0점대의 평균 자책점을 기록했다.
7. ↑  새전은 요코하마 시 사회복지협의회에 전액 기부됐다.
8. ↑  통칭은 ‘신인 베스트 나인’이며, 선출 대상이 되는 신인급 선수를 양대 리그가 통일한 가운데, 각 포지션별로 구단 감독의 투표로 선출된다(예를 들면 실버 슬러거 상과 같이 각 리그마다 선출되는 것은 아니다). 투수 부문에는 2009년까지 ‘오른손 투수’, ‘왼손 투수’ 두 개 부문이 있고 2010년 이후에는 ‘구원 투수’가 추가돼 기본 3개 부문이 있다.

### 출전
1. 1 2  사사키 가즈히로 저 《분기력: 인간 ‘사사키 가즈히로’에게서 무엇을 배울 것인가》, 소에이샤 / 산세이도 쇼텐, 2010년, p.25. ISBN 978-4-881-42192-5
2. ↑  사사키 가즈히로 저 《분기력: 인간 ‘사사키 가즈히로’에게서 무엇을 배울 것인가》, 소에이샤 / 산세이도 쇼텐, 2010년, p.29. ISBN 978-4-881-42192-5
3. ↑  사사키 가즈히로 저 《분기력: 인간 ‘사사키 가즈히로’에게서 무엇을 배울 것인가》, 소에이샤 / 산세이도 쇼텐, 2010년, p.32. ISBN 978-4-881-42192-5
4. ↑  사사키 가즈히로 저 《분기력: 인간 ‘사사키 가즈히로’에게서 무엇을 배울 것인가》, 소에이샤 / 산세이도 쇼텐, 2010년, p.34. ISBN 978-4-881-42192-5
5. 1 2  사사키 가즈히로 저 《분기력: 인간 ‘사사키 가즈히로’에게서 무엇을 배울 것인가》, 소에이샤 / 산세이도 쇼텐, 2010년, p.67. ISBN 978-4-881-42192-5
6. ↑  사사키 가즈히로 저 《분기력: 인간 ‘사사키 가즈히로’에게서 무엇을 배울 것인가》, 소에이샤 / 산세이도 쇼텐, 2010년, p.80. ISBN 978-4-881-42192-5
7. ↑  【11月26日】1989年（平元）　史上最多８球団指名、野茂英雄と外れ１位 보관됨 2016-03-04 - 웨이백 머신 - 스포츠 닛폰, 2007년 11월 26일
8. ↑  아사히 신문, 1989년 12월 17일자 조간(14판, 25면)
9. 1 2  스포츠 닛폰, 1993년 12월 11일자, 5면에서의 기사 내용
10. ↑  스포츠 닛폰, 1993년 12월 13일자, 3면에서의 기사 내용
11. ↑  스포츠 닛폰, 1993년 12월 14일자, 5면에서의 기사 내용
12. 1 2  스포츠 닛폰, 1993년 12월 15일자, 4면에서의 기사 내용
13. ↑  ‘일본 야구 25인: 나의 베스트 게임’, 분게이슌주, 2006년, p.270. ISBN 4163678301
14. ↑  佐々木主浩氏がショウアップナイターの解説者に！「明るく、楽しい放送ができれば」 - 닛폰 방송 쇼업 나이터 공식 홈페이지
15. ↑  「平成23年 第51回競技者表彰委員会 野球殿堂入り候補者名簿」発表 보관됨 2013-01-27 - 웨이백 머신 - 일본 야구 기구 공식 홈페이지
16. ↑  【クイーンC】大魔神所有ヴィルシーナV! 보관됨 2012-02-13 - 웨이백 머신 - 산케이 스포츠, 2012년 2월 11일
17. ↑  【阪急杯】マジン初重賞Ｖ！次走高松宮記念へ弾み - 스포츠 닛폰(2012년 2월 27일), 2013년 5월 12일 확인
18. ↑  【ヴィクトリアＭ】ヴィルシーナ悲願のＧＩ初Ｖ！(1/2ページ) - 산케이 스포츠, 2013년 5월 12일 확인
19. ↑  보관됨 2014-01-19 - 웨이백 머신 보관됨 2014-01-19 - 웨이백 머신 보관됨 2014-01-19 - 웨이백 머신 보관됨 2014-01-19 - 웨이백 머신 보관됨 2014-01-19 - 웨이백 머신 보관됨 2014-01-19 - 웨이백 머신 보관됨 2014-01-19 - 웨이백 머신 보관됨 2014-01-19 - 웨이백 머신 보관됨 2014-01-19 - 웨이백 머신 보관됨 2014-01-19 - 웨이백 머신 보관됨 2014-01-19 - 웨이백 머신 보관됨 2014-01-19 - 웨이백 머신 보관됨 2014-01-19 - 웨이백 머신 平成26年 野球殿堂入り決定!! - 야구 전당 박물관 명예의 전당 뉴스(야구 전당 박물관 홈페이지), 2014년 1월 17일
20. ↑  野茂氏が野球殿堂入り! 即表彰は20年ぶり 佐々木、秋山両氏も選出 - 스포츠 닛폰, 2014년 1월 17일
21. ↑  清原和博容疑者覚せい剤所持で逮捕／各界反応まとめ - 닛칸 스포츠, 2016년 2월 7일
22. ↑  【清原和博被告初公判】“大魔神”佐々木さん、閉廷後にエール「精神力が彼にはある」と更生に期待、証人出廷は「親友だから。即決です」 - 산케이 신문, 2016년 5월 17일
23. ↑  大魔神・佐々木氏がスーパーGT参戦チーム総監督に - 닛칸 스포츠, 2017년 2월 15일
24. ↑  D’station Racing“大魔神”佐々木総監督「やっぱりサーキットは気持ちいい」 - 오토 스포츠, 2017년 5월 4일
25. ↑  大魔神・佐々木の”名采配”。ドライタイヤスタートでポルシェ3位入賞 보관됨 2018-12-13 - 웨이백 머신 - motorsport.com, 2017년 10월 13일
26. ↑  ‘Go! Japanese Players’, 《월간 슬러거》 2003년 8월호, 일본 스포츠 기획 출판사, p.60. 잡지 15509-8
27. ↑  ‘위닝샷의 전부’, 《월간 슬러거》 2003년 9월호, 일본 스포츠 기획 출판사, p.19. 잡지 15509-9
28. 1 2  《주간 프로 야구 데이터 파일》 2011년 13호, 베이스볼 매거진사, 잡지 27742-7/13, p.11
29. ↑  沈む魔球フォークボールの空気力学 - 일본풍공학회지 제70호
30. 1 2  사사키 가즈히로 저 《분기력: 인간 ‘사사키 가즈히로’에게서 무엇을 배울 것인가》, 소에이샤 / 산세이도 쇼텐, 2010년, p.27. ISBN 978-4-881-42192-5
31. ↑  사사키 가즈히로 저 《분기력: 인간 ‘사사키 가즈히로’에게서 무엇을 배울 것인가》, 소에이샤 / 산세이도 쇼텐, 2010년. ISBN 978-4-881-42192-5
32. ↑  Baseball Digest Rookie All-Star Teams - BR Bullpen, 2015년 9월 16일 확인